# برشاوشان صلب
برشاوشان صلب (الاسم العلمي:Adiantum rigidulum) هو نوع من النباتات يتبع جنس البرشاوشان من الفصيلة الديشارية.